# Letendraea helminthicola
Letendraea helminthicola är en svampart som först beskrevs av Berk. & Broome, och fick sitt nu gällande namn av Weese 1938. Letendraea helminthicola ingår i släktet Letendraea, ordningen Pleosporales, klassen Dothideomycetes, divisionen sporsäcksvampar och riket svampar.   Inga underarter finns listade i Catalogue of Life.